# Diplopherusa tumidipes
Diplopherusa tumidipes là một loài bọ cánh cứng trong họ Cleridae. Loài này được Heller miêu tả khoa học đầu tiên năm 1921.